# Bligny-lès-Beaune
Pour les articles homonymes, voir Bligny et Beaune (homonymie).
Bligny-lès-Beaune est une commune française située dans le département de la Côte-d'Or, en région Bourgogne-Franche-Comté.

## Géographie

### Climat
Pour des articles plus généraux, voir Climat de la Bourgogne-Franche-Comté et Climat de la Côte-d'Or.
En 2010, le climat de la commune est de type climat océanique dégradé des plaines du Centre et du Nord, selon une étude du Centre national de la recherche scientifique s'appuyant sur une série de données couvrant la période 1971-2000. En 2020, Météo-France publie une typologie des climats de la France métropolitaine dans laquelle la commune est dans une zone de transition entre le climat océanique altéré et le climat océanique altéré et est dans la région climatique  Bourgogne, vallée de la Saône, caractérisée par un bon ensoleillement (1 900 h/an), un été chaud (18,5 °C), un air sec au printemps et en été et des vents faibles. 
Pour la période 1971-2000, la température annuelle moyenne est de 11,1 °C, avec une amplitude thermique annuelle de 17,9 °C. Le cumul annuel moyen de précipitations est de 719 mm, avec 10,9 jours de précipitations en janvier et 7,2 jours en juillet. Pour la période 1991-2020, la température moyenne annuelle observée sur la station météorologique de Météo-France la plus proche, « Savigny Les Bea », sur la commune de Savigny-lès-Beaune à 9 km à vol d'oiseau, est de 11,9 °C et le cumul annuel moyen de précipitations est de 752,9 mm,. Pour l'avenir, les paramètres climatiques de la commune estimés pour 2050 selon différents scénarios d'émission de gaz à effet de serre sont consultables sur un site dédié publié par Météo-France en novembre 2022.

## Urbanisme

### Typologie
Au 1er janvier 2024, Bligny-lès-Beaune est catégorisée bourg rural, selon la nouvelle grille communale de densité à 7 niveaux définie par l'Insee en 2022.
Elle est située hors unité urbaine. Par ailleurs la commune fait partie de l'aire d'attraction de Beaune, dont elle est une commune de la couronne,. Cette aire, qui regroupe 64 communes, est catégorisée dans les aires de 50 000 à moins de 200 000 habitants,.

### Occupation des sols
L'occupation des sols de la commune, telle qu'elle ressort de la base de données européenne d’occupation biophysique des sols Corine Land Cover (CLC), est marquée par l'importance des territoires agricoles (67,2 % en 2018), en diminution par rapport à 1990 (71,1 %). La répartition détaillée en 2018 est la suivante : terres arables (62,2 %), zones urbanisées (16,2 %), forêts (14,4 %), prairies (5,1 %), zones industrielles ou commerciales et réseaux de communication (1,7 %), eaux continentales (0,4 %). L'évolution de l’occupation des sols de la commune et de ses infrastructures peut être observée sur les différentes représentations cartographiques du territoire : la carte de Cassini (XVIIIe siècle), la carte d'état-major (1820-1866) et les cartes ou photos aériennes de l'IGN pour la période actuelle (1950 à aujourd'hui).

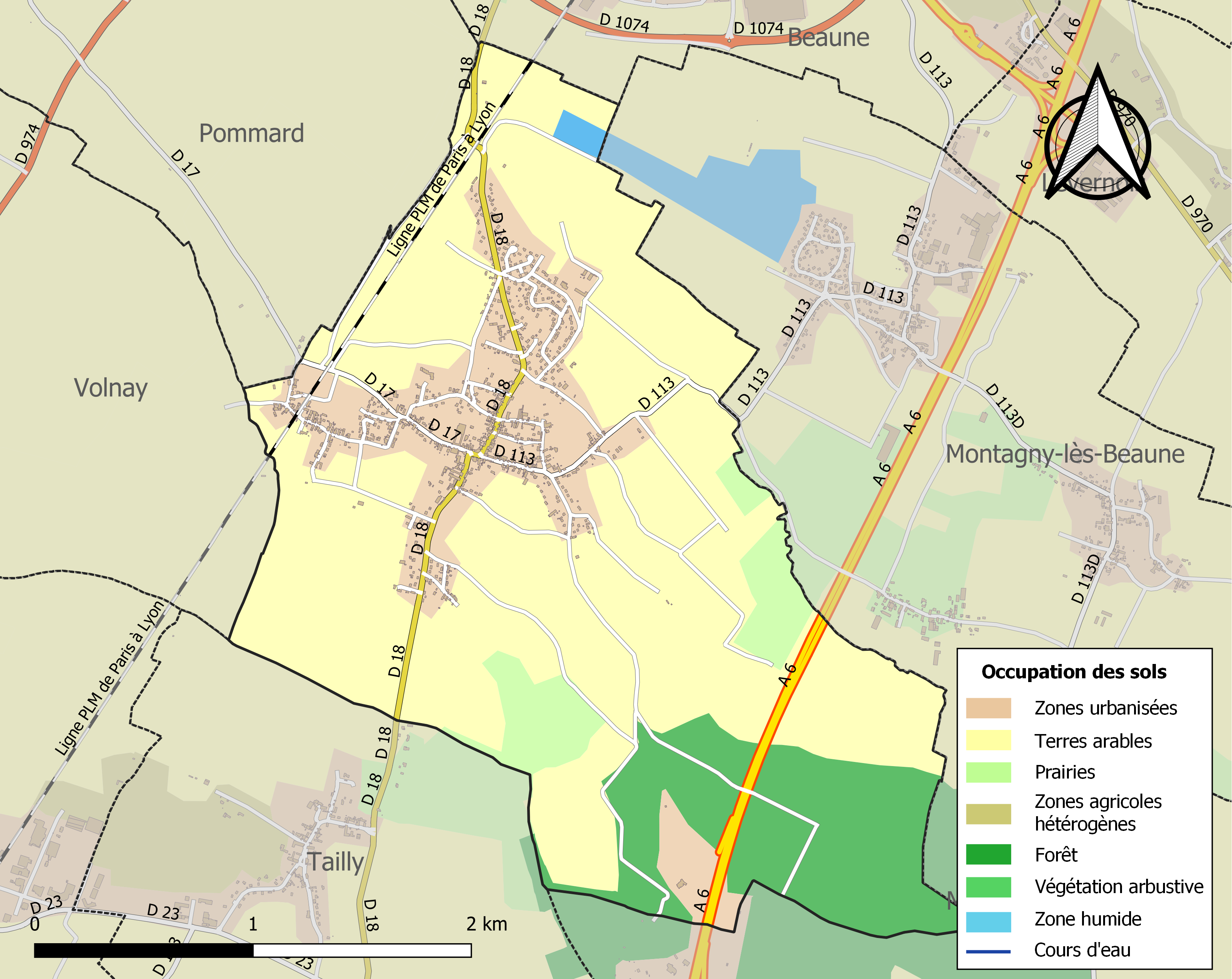
Carte des infrastructures et de l'occupation des sols de la commune en 2018 (CLC).

## Histoire
Avant 1943, Bligny-lès-Beaune s'appelait Bligny-sous-Beaune.
Les habitants de Bligny-lès-Beaune sont les Bélinéens et les Bélinéenes.

## Politique et administration

### Liste des maires
| Période                                  | Période   | Identité         | Étiquette | Qualité |
| ---------------------------------------- | --------- | ---------------- | --------- | ------- |
| mars 2001                                | mars 2008 | Jean-Paul Munari |           |         |
| mars 2008                                | en cours  | Gabriel Fournier |           |         |
| Les données manquantes sont à compléter. |           |                  |           |         |

## Démographie
L'évolution du nombre d'habitants est connue à travers les recensements de la population effectués dans la commune depuis 1793. Pour les communes de moins de 10 000 habitants, une enquête de recensement portant sur toute la population est réalisée tous les cinq ans, les populations de référence des années intermédiaires étant quant à elles estimées par interpolation ou extrapolation. Pour la commune, le premier recensement exhaustif entrant dans le cadre du nouveau dispositif a été réalisé en 2007.

En 2022, la commune comptait 1 273 habitants, en évolution de +2,58 % par rapport à 2016 (Côte-d'Or : +0,82 %, France hors Mayotte : +2,11 %).
| 1793 | 1800 | 1806 | 1821 | 1831 | 1836 | 1841 | 1846 | 1851 |
| ---- | ---- | ---- | ---- | ---- | ---- | ---- | ---- | ---- |
| 500  | 607  | 672  | 611  | 800  | 840  | 817  | 822  | 844  |

| 1856 | 1861 | 1866 | 1872 | 1876 | 1881 | 1886 | 1891 | 1896 |
| ---- | ---- | ---- | ---- | ---- | ---- | ---- | ---- | ---- |
| 861  | 877  | 920  | 875  | 860  | 785  | 728  | 745  | 700  |

| 1901 | 1906 | 1911 | 1921 | 1926 | 1931 | 1936 | 1946 | 1954 |
| ---- | ---- | ---- | ---- | ---- | ---- | ---- | ---- | ---- |
| 665  | 638  | 568  | 473  | 496  | 525  | 507  | 510  | 536  |

| 1962 | 1968 | 1975 | 1982 | 1990  | 1999  | 2006  | 2007  | 2012  |
| ---- | ---- | ---- | ---- | ----- | ----- | ----- | ----- | ----- |
| 520  | 552  | 695  | 948  | 1 076 | 1 170 | 1 182 | 1 183 | 1 237 |

| 2017  | 2022  | - | - | - | - | - | - | - |
| ----- | ----- | - | - | - | - | - | - | - |
| 1 238 | 1 273 | - | - | - | - | - | - | - |

## Lieux et monuments

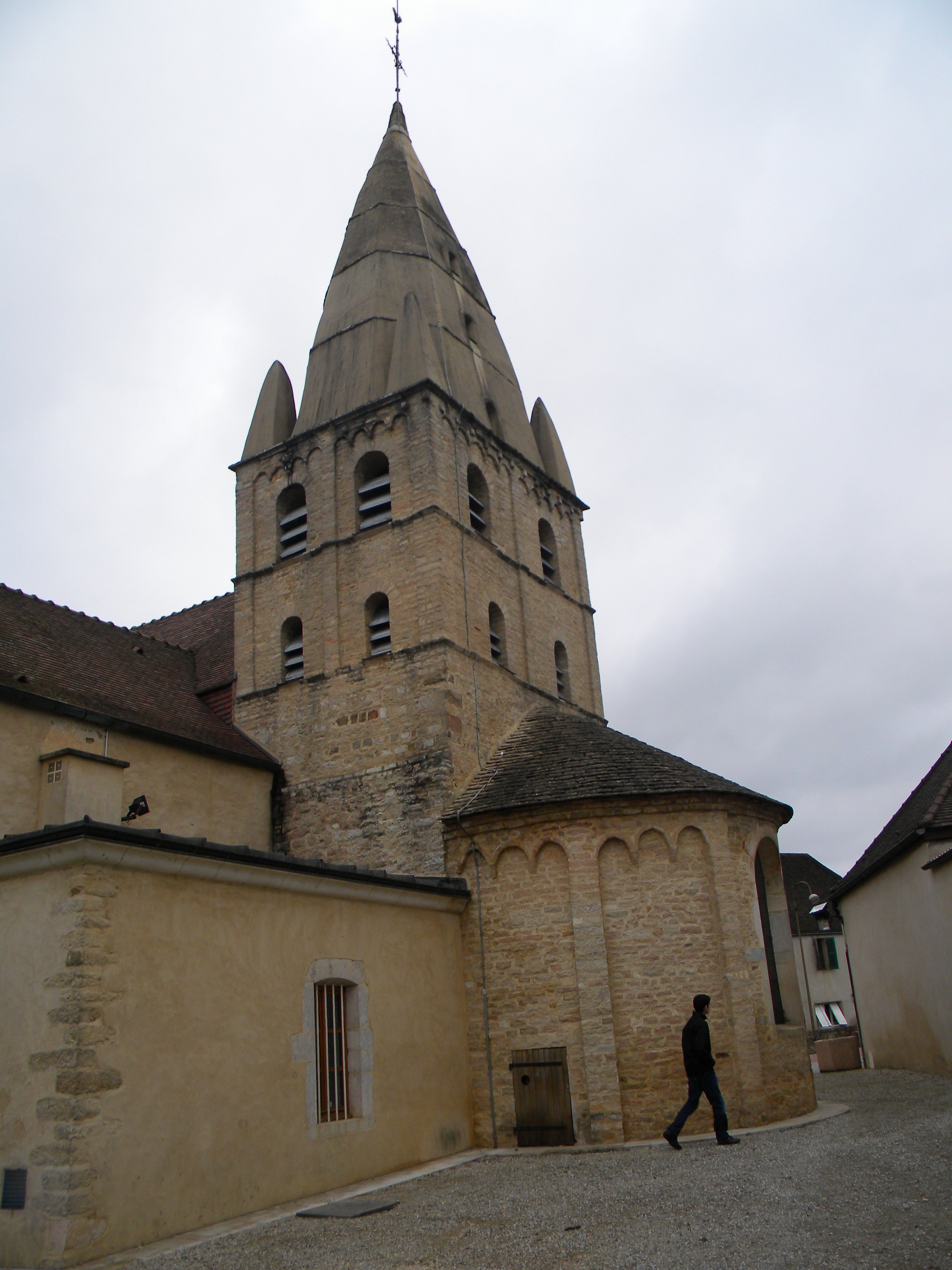
Chevet de l'église paroissiale Saint-Baldoux.

L'église Saint-Baldoux de Bligny-lès-Beaune fait l'objet d'une inscription au titre des monuments historiques depuis le 28 janvier 1927.

## Personnalités liées à la commune
- Jean Taboureau dit Jean des Vignes Rouges (1879-1970), écrivain né à Bligny-lès-Beaune.
- Joseph-Théophile Foisset (1800, Bligny-lès-Beaune / 1873, Dijon) Magistrat. - Archéologue et littérateur. - Docteur en droit. - Membre de l'Académie des belles lettres de Dijon. - Il est l'un des fondateurs du Correspondant.
- Louis Bailly (1730, Montby, ancien hameau de Bligny-lès-Beaune / 1808, Beaune) Professeur de théologie. - Chanoine de la cathédrale de Dijon. - Auteur de la Théologie de Dijon[17].

Ouvrages : Œuvres de Ch. Brugnot, 1833 - Correspondance inèdite de Voltaire, 1836 - Lettres inédites de Liebnitz, 1836 - Œuvres philosophiques de Riambourg, 1838.

## Héraldique
| Blason | Blasonnement : D'azur aux trois sautoirs alésés d'or, au chef aussi d'or chargé de trois tourteaux de gueules. |